# Rufus van Avignon
Rufus van Avignon is een katholiek heilige uit Frankrijk die leefde in de 4e eeuw. Hij is een van de patroonheiligen van de stad Avignon.

## Leven
Volgens historici was Rufus een eenvoudige priester en een van de eerste leiders van gemeenschap van christenen in Avignon tijdens de vierde eeuw. Zijn graf zou gelegen zijn in een aan hem gewijde abdij. Verder is er maar weinig over hem bekend.
Volgens een Zuid-Franse legende was Rufus een zoon van Simon van Cyrene en een van de metgezellen van Maria Magdalena, Maria Salome en Maria van Jacobus, die tijdens de vroege christenvervolgingen, op een boot zonder zeilen of roeispanen de zee op werden gestuurd. Dit bootje zou uiteindelijk geland zijn nabij Saintes-Maries-de-la-Mer, vanwaar Sint-Rufus naar Avignon zou zijn gegaan.

## Kanunnikenorde
De congregatie van de Reguliere kanunniken van Sint-Rufus werd gesticht door een kleine gemeenschap van priesters in 1038 in de kerk van Sint-Rufus, een inmiddels tot ruïne vervallen kerk in een voorstadje van Avignon, daterend uit de 10e eeuw. Deze congregatie genoot groot aanzien in de middeleeuwen en verspreidde zich door heel Frankrijk, in Catalonië en Noord-Italië
Sint-Rufus is een van de patroonheiligen van Avignon.

### Aan hem gewijde plaatsen
- De Abdij van Sint-Rufus te Avignon
- De Abdij van Sint-Rufus te Valence